# Покомам (язык)
Покомам — один из майяских языков. Распространён в нескольких очагах на территории Гватемалы, главным образом в департаменте Альта-Верапас. Скорее всего, в Сальвадоре уже не осталось носителей языка и там его следует считать исчезнувшим. Во времена до прихода испанцев покомам был распространён на более обширной территории, в том числе на территории современного Гондураса. Имеется около 49 000 носителей, выделяют 3 основных диалекта: западный, восточный и центральный. Близкородственен языку покомчи.
- Алфавит восточного диалекта: A a, Aa aa, C c, C' c', Ch ch, Ch' ch', E e, H h, I i, Ie ie, Ii ii, J j, K k, K' k', L l, M m, N n, O o, P p, P' p', Qu qu, Q’u q’u, R r, S s, T t, T' t', Tz' tz', U u, Ua ua, Uu uu, W w, W' w', X x, Y y, '[2].
- Алфавит центрального диалекта: A a, C c, C' c', Ch ch, Ch' ch', E e, H h, I i, J j, K k, K' k', L l, M m, m', N n, O o, P p, P' p', Qu qu, Q’u q’u, R r, S s, T t, T' t', Tz tz, Tz' tz', U u, W w, W' w', X x, Y y[3].